# Susan Thomas
Pour les articles homonymes, voir Thomas (nom de famille).
Susan Petronella Thomas, née le 20 décembre 1935 et morte le 6 octobre 2023, est une femme d'affaires britannique et une femme politique libérale démocrate.

## Biographie
Elle est la fille de John Arrow et Ebba Fordham. Elle fait ses études à la Cranborne Chase School et à Lady Margaret Hall, à Oxford, où elle obtient un baccalauréat ès arts en histoire en 1957.
Elle travaille pour le National Economic Development Office de 1971 à 1974 et est directrice générale du Conseil de l'Europe des industries britanniques de l'habillement de 1974 à 1978. Entre 1985 et 1994, elle est directrice d'école.
Elle se présente à Mole Valley pour le SDP-Alliance libérale en 1983 et 1987 et dans le Surrey pour les démocrates libéraux aux élections du Parlement européen de 1994, mais n'est pas élue.
À l'occasion de l'anniversaire de la reine en 1989, elle est nommée Officier de l'Ordre de l'Empire britannique (OBE). Elle est nommée en janvier 1996 sous-lieutenant de Surrey.
Le 6 octobre 1994, elle est créée pair à vie en tant que baronne Thomas de Walliswood, de Dorking dans le comté de Surrey. Elle siège à la Chambre des lords jusqu'au 18 mai 2016, date à laquelle elle cesse d'être membre conformément à l'article 2 de la House of Lords Reform Act 2014, n'ayant pas assisté à l'ensemble de la session de 2015-2016 sans y être en congé 
En 1958, elle épouse David Churchill Thomas. Ils ont trois filles.